# ماك أو إس إكس سيرفر 1.0
ماك أو إس إكس سيرفر 1.0 (بالإنجليزية: Mac OS X Server 1.0)‏ هو نظام تشغيل طورته شركة أبل وتم إصداره في 16 مارس 1999. وكان الإصدار الأول من ماك أو إس إكس سيرفر. كان هذا أول منتج تجاري لشركة أبل مشتق من «راسبيدي»—وهو بديل نهائي لنظام التشغيل ماك أو إس الكلاسيكي المشتق من بنية نيكست ستيب (التي تم الاستحواذ عليها في عام 1997 كجزء من شراء أبل لشركة نكست) ونواة ماخ الشبيهة بتوزيعة برمجيات بيركلي. كان بإمكانه تشغيل التطبيقات المكتوبة باستخدام واجهة برمجة التطبيقات «الصندوق الأصفر»، وكان يتميز بمكونات مثل نت بوت وخادم البث السريع كويك تايم [الإنجليزية] والمكونات المنقولة من نيكست ستيب وبيئة «الصندوق الأزرق» (التي تسمح بتشغيل جلسة ماك أو إس 8.5 كعملية منفصلة لتشغيل برامج ماك أو إس القديمة).
كان نظام التشغيل ماك أو إس إكس سيرفر 1.0 بمثابة مقدمة للإصدار الأول من نظام التشغيل الموجه للمستهلك—ماك أو إس إكس 10.0—والذي تم إصداره في عام 2001. ولم يتضمن واجهة المستخدم أكوا النهائية (بدلاً من ذلك استخدام غلاف مدير مساحة العمل الخاص بنيكست ستيب المختلط بجوانب واجهة المستخدم «البلاتين» الخاصة بنظام التشغيل ماك أو إس 8) أو واجهة برمجة تطبيقات كربون.

## الميزات
يحتوي ماك أو إس إكس سيرفر 1.0 على مزيج من الميزات من ماك أو إس الكلاسيكي ونيكست ستيب وماك أو إس إكس. مثل ماك أو إس الكلاسيكي، يحتوي على شريط قائمة واحد عبر الجزء العلوي من الشاشة، ولكن يتم تنفيذ إدارة الملفات في مدير مساحة العمل من نيكست ستيب بدلاً من ماك أو إس إكس النسخة التجريبية العامة فايندر. لا تزال واجهة المستخدم تستخدم خادم النافذة المستند إلى عرض بوستسكريبت من نيكست ستيب، بدلاً من خادم النافذة المستند إلى كوارتز، والذي سيظهر بعد عام في ماك أو إس إكس النسخة التجريبية العامة. على عكس أي إصدار من ماك أو إس الكلاسيكي، تعرض النوافذ ذات المحتوى غير المحفوظ نقطة سوداء في زر إغلاق النافذة كما فعل نيكست ستيب. لم يتم تضمين الدوك ومظهر أكوا؛ تمت إضافتهما لاحقًا في ماك أو إس إكس.
كما كان «كربون»، وهو في الأساس مجموعة فرعية من استدعاءات واجهة برمجة التطبيقات «الكلاسيكية» لنظام التشغيل ماك أو إس، غائبًا أيضًا. وهذا يعني أن التطبيقات الأصلية الوحيدة لنظام التشغيل أو إس إكس سيرفر 1.0 كانت مكتوبة لواجهة برمجة التطبيقات «الصندوق الأصفر»، والتي أصبحت تُعرف فيما بعد باسم «كوكوا». وعلاوة على ذلك، لم يكن فاير واير الخاص بشركة أبل مدعومًا.
يتضمن Server 1.0 أيضًا الإصدار الأول من خادم نيت بوت، والذي يسمح لأجهزة الكمبيوتر بالتمهيد من صورة قرص عبر شبكة محلية. كان هذا مفيدًا بشكل خاص في المدرسة أو أي إعداد آخر للأجهزة العامة، حيث سمح بتمهيد الأجهزة من نسخة نظام تشغيل واحدة مخزنة على Server 1.0. جعل هذا من الصعب على المستخدمين إتلاف نظام التشغيل عن طريق تثبيت البرامج – بمجرد تسجيل الخروج، سيعيد الجهاز التشغيل بنظام تشغيل جديد من خادم نيت بوت.
لتشغيل تطبيقات ماك أو إس الكلاسيكي، يتضمن ماك أو إس إكس سيرفر 1.0 «الصندوق الأزرق»، الذي يقوم بتشغيل نسخة من ماك أو إس 8.5.1 (يمكن تحديثها إلى ماك أو إس 8.6 في الإصدار 1.2 وما بعده) في عملية منفصلة كطبقة محاكاة. في النهاية، تمت إعادة تسمية الصندوق الأزرق باسم «البيئة الكلاسيكية» في ماك أو إس إكس، والتي تتميز بأحدث إصدار من ماك أو إس 9.

## الاستقبال
على الرغم من تسويقه باعتباره تقدمًا كبيرًا على بروتوكول الإنترنت الخاص بأبل شير [الإنجليزية]، إلا أنه يكلف 499 دولارًا ولم يدعم فاير واير الخاص بشركة أبل، مما يجعله غير متوافق مع منتجات مثل سانكيوب من ميكرونت، وهو خط من أنظمة التخزين الخارجية عالية السرعة وعالية السعة (ظهر لأول مرة في عام 2000 بسعر 4،599 دولارًا إلى 6،999 دولارًا). اضطر مشترو أو إس إكس سيرفر 1.0 (الذين غالبًا ما اشتروا أجهزة ماك جديدة لتشغيله) وسانكيوب إلى الترقية إلى بروتوكول الإنترنت الخاص بأبل شير من أجل استخدامه. سرعان ما أصبح أو إس إكس سيرفر 1.0 يتيمًا، لصالح ماك أو إس إكس 10.0، بدون خصم لأولئك الذين اشتروه ورغبوا في شراء أو إس إكس سيرفر 10.0. والنتيجة هي أن البعض اعتبر الإصدار سابقًا لأوانه وحتى طُعمًا وتبديلًا.[بحاجة لمصدر]

## تاريخ الإصدار
| النسخة                     | الاسم الرمزي    | التاريخ        | أو إس نيم   | نسخة داروين |
| -------------------------- | --------------- | -------------- | ----------- | ----------- |
| ماك أو إس إكس سيرفر 1.0    | هيرا1O9         | 16 مارس 1999   | راسبيدي 5.3 | 0.1         |
| ماك أو إس إكس سيرفر 1.0.1  | هيرا1O9         | 15 أبريل 1999  | راسبيدي 5.4 | 0.2         |
| ماك أو إس إكس سيرفر 1.0.2  | هيرا1O9+لوكي2G1 | 29 يوليو 1999  | راسبيدي 5.5 | 0.3         |
| ماك أو إس إكس سيرفر 1.2    | بيليه1كيو10     | 14 يناير 2000  | راسبيدي 5.6 | 0.3         |
| ماك أو إس إكس سيرفر 1.2 v3 | ميدوسا1E3       | 27 أكتوبر 2000 | راسبيدي 5.6 | 0.3         |

## وصلات خارجية
- ماك أو إس إكس سيرفر 1.0 to 1.2: System Requirements
- ماك أو إس إكس سيرفر 1.2 – What's new? By: Scott Anguishنسخة محفوظة 2020-05-30 على موقع واي باك مشين.